# مایک لینچ
مایکل ریچارد لینچ OBE DL FRS  (۱۶ ژوئن ۱۹۶۵ – ۱۹ اوت ۲۰۲۴) یک کارآفرین بریتانیایی در زمینه فناوری بود که از هم بنیانگذاران شرکت اوتانمی کورپوریشن بود و اینووک کپیتال را تأسیس کرد. او سپس در کناراینووک کپیتال یکی از هم بنیانگذاران شرکت امنیت سایبری دارکتریس شد. او نقش‌های مختلف دیگری از جمله در مقام مشاور داشت.
لینچ پس از دریافت مدرک کارشناسی، دکترا و تحقیقات فوق دکترا در دانشگاه کمبریج، تحقیقات خود را در زمینه یادگیری ماشین برای راه اندازی شرکت‌های نرم‌افزاری و تبدیل شدن به یک چهره اصلی در سیلیکن فن به کار برد. او در مطبوعات به عنوان معادل انگلیسی بیل گیتس تاجر آمریکایی با دارایی تخمینی ۸۵۲ میلیون پوند در سال ۲۰۲۳ توصیف شد.
فروش اوتانمی به پاکارد-هیولت در سال ۲۰۱۱ منجر به طرح اتهامات کلاهبرداری علیه او شد و منجر به دعاوی مدنی در بریتانیا و استرداد لینچ به ایالات متحده شد. او در سال ۲۰۲۴ محاکمه شد و بی گناه شناخته شد. در اوت ۲۰۲۴، لینچ پس از واژگونی و غرق شدن سوپر قایق تفریحی خانواده‌اش، بیزی، در سواحل سیسیل جان خود را از دست داد.